# Паметник на Свети Великомъченик Георги Победоносец
Паметникът на Свети Великомъченик Георги Победоносец в парк „Александър Стамболийски“, гр. Стара Загора е посветен на загиналите старозагорци в Първата Балканска война (1912 – 1913), Първата световна война (1915 – 1918) и Втората световна война (1944 – 1945).

## Авторски колектив
Автор на паметника е скулпторът Любомир Добрев.

## История
Паметникът се намира на мястото на някогашния житен пазар (алан), където в края на ХІХ и началото на ХХ век се провеждали военните тържества в Стара Загора. През 50-те години мястото е превърнато в парк, засадени са специално докарани от района на Одрин 25-30-годишни чинари.
В наши дни, традиционно на 22 септември – Обявяване на независимостта на България, на паметника се извършват чествания и полагане на венци.

### Идея
Паметникът е изграден по инициатива на Съюза на ветераните от войните. Монументът е посветен на загиналите 2722 старозагорци през трите войни за освобождение и национално обединение на българските земи, заради което е известен още като „Войнишки паметник“.

### Откриване
Паметникът е открит на 5 октомври 2002 г. – Ден на Стара Загора, от тогавашния президент Георги Първанов, кмета Евгений Желев, митрополит Галактион и общественици. На 6 май – Ден на храбростта и празник на Българската армия се освещава знамето на Втора Тунджанска механизирана бригада.

### Реставрация
През 2017 г. тийнейджъри нанасят щети – отчупена е част от опашката и единия рог на бронзовата фигура на змея. Наблюдават се и следи от корозия на метала.
През юни – юли 2019 г. е извършена реставрацията на стойност 49 215 лв. от общинския бюджет за обновяването на мемориала и бронзовата композиция със свети Георги. Автор на реставрацията е скулптора Любомир Добрева. Паметникът е открит след реставрацията на 22 септември.
Подновен е малахитовият гранит на колоната, който е пострадал от зле направени фуги, възстановени са липсващите букви, добавени са нови надписи в прослава на 2722 старозагорци, дали живота си по бойните поля през Балканската, Първата и Втората световни войни. Извършено е почистване. Обновен е ландшафта.

## Композиция
Паметникът представлява мраморна пресечена пирамида с основа 2 м, върху която е поставен куб със страна 1 м. Върху куба се издига мраморна колона с диаметър 0,35 м и височина 2 м. На върха на колоната е поставена бронзова фигура на св. Георги Победоносец на кон с копие, пронизващ ламя – символ на воинската храброст. Фигурата е висока 2 м.
По време на реставрацията от 2017 г. към фигурата на св. Георги е добавен нимб с надпис „Свети Великомъченик Георги Победоносец“. Този елемент не е бил предвиден към първоначалния проект и е по препоръка от църковни представители.
На 10 декември 2021 г. е Община Стара Загора приключва изграждането на ниска декоративна ограда, тип „лавров венец“, около основата на паметника. Нейното предназначение е предпазването на паметника от вандалски прояви. Поставянето на съоръжението е одобрено от членовете на Обществения съвет за архитектура, изкуство и култура към Община Стара Загора и от автора на мемориала – скулпторът Любомир Добрев.

### Надписи
Върху страните на куба и страните на пирамидата има надписи вдълбани в мрамора.
- На западната страна на куба: „За теб Родино с жар се бихме! / За теб за брата изтерзан / Със слава твоя лик покрихме! Из марша на 12 пехотен Балкански полк“ – Цитат от марша на XII пехотен Балкански полк
- На западната страна на пресечената пирамида: „Посвещава се на Загиналите 2722 старозагорци във войните за освобождение и национално обединение на българските земи. От Признателна Стара Загора“
- На източната страна на пресечената пирамида: „1915 – 1918 г. Първа световна война Загинали 1806“
- На северната страна на пресечената пирамида: „1912 – 1913 г. Балкански войни. Загинали 804“
- На южната страна на пресечената пирамида: „1941 – 1945 г. Втора световна война. Загинали 112“.

## Любопитно
Любопитен факт е, че в Община Стара Загора към 2021 г. общо 3444 мъже носят името Георги, а над 6700 празнуват имен ден на Гергьовден.